# Triefenbach (Kropsbach)
Der Triefenbach ist ein gut 23 Kilometer langer rechter Nebenfluss des Kropsbachs. Sein Unterlauf trägt die Bezeichnung Wiesgraben.

## Geographie

### Verlauf
Der Triefenbach entspringt am Nordhang des Kesselbergs und durchfließt das sogenannte Edenkobener Tal; dabei passiert er zunächst mehrere Waldexklaven. Im Westen der Stadtgemarkung von Edenkoben befindet sich mit dem Mühlbach eine Ableitung des Triefenbachs, die als Denkmalzone ausgewiesen ist und unter anderem die Hintere Mühle sowie das Mühlenmuseum umfasst. Nachdem er Edenkoben durchflossen und am östlichen Stadtrand die Bahnstrecke Neustadt–Wissembourg unterquert hat, tritt er in das Gäu ein und passiert zunächst Venningen sowie anschließend Altdorf. Schließlich streift er den nördlichen Siedlungsrand von Gommersheim, ehe er im Nordosten von deren Gemarkung beim Kindelsbrunnerhof von rechts in den Kropsbach mündet.

### Zuflüsse
- Bach vom Meerlinsenbrunnen (rechts), 0,3 km, 1,24 km²
- Haselbach (links), 0,6 km, 1,56 km²
- Hilschwasserbach (rechts), 0,2 km, 0,83 km²
- Vittelgraben (rechts), 1,1 km, 0,21 km²
- Mittelgraben (links), 0,7 km, 0,25 km²
- Wiesengraben (links), 0,3 km, 0,65 km²
- Brühlgraben (rechte Abzweigung mit Rückfluss), bei Gommersheim, 2,9 km, 1,3 km²

## Geschichte
Einst wurde die Mikwe der jüdischen Gemeinde Edenkoben aus dem Wasser des Triefenbachs gespeist.
Im Stadtbereich Edenkoben wurde der Triefenbach 2011 im Rahmen der Neugestaltung des Schafplatzes auf einer Strecke von etwa 100 m offengelegt und teilweise naturnah gestaltet. Im Sommer dient dieser als belebter Begegnungsplatz.

## Natur
Im Bereich von Venningen ist der Triefenbach seit 7. Dezember 1988 als 88 Hektar großes Landschaftsschutzgebiet Triefenbachtal ausgewiesen.

## Wirtschaft und Verkehr

### Tourismus
An seinem Oberlauf befinden sich die Edenkobener Hütte am Hüttenbrunnen und das Naturfreundehaus am Steigerkopf. Im weiteren Verlauf fließt er am Hilschweiher vorbei, an dem sich mehrere touristische Einrichtungen befinden. Zu nennen ist die Anlage des Hilschwasserfalls von 1883, welcher 1951 durch die Stadt Edenkoben renoviert wurde. Aus dem Wasser des Hilschwasserfalls wurde der Hilschweiher gespeist. Am Weiher gibt es einen Kiosk mit Bootsverleih und vielen Sitzmöglichkeiten. 
Zudem verläuft in diesem Bereich der mit einem roten Kreuz markierte Fernwanderweg Franken-Hessen-Kurpfalz parallel zum Triefenbach. Im Bereich des Hilschweiher verläuft für einen Kilometer der Prädikatswanderweg Pfälzer Weinsteig auf derselben Route.
Im weiteren Verlauf geht es an der Siegfriedschmiede vorbei, die ein Restaurant beherbergt. Vor dem Ortsbereich von Edenkoben sind „Der Weg der Gedichte“ und am Südufer ein Weinlehrpfad ausgewiesen. Der Bach durchfließt dann noch die alla hopp-Anlage, in der auch einige Kneipp Becken angelegt sind.

### Verkehr
Parallel zu seinem Oberlauf führt die Kreisstraße 6.